# Saint-Augustin, Corrèze
Saint-Augustin är en kommun i departementet Corrèze i regionen Nouvelle-Aquitaine i de centrala delarna av Frankrike. Kommunen ligger  i kantonen Corrèze som tillhör arrondissementet Tulle. År 2022 hade Saint-Augustin 417 invånare.

## Befolkningsutveckling
Antalet invånare i kommunen Saint-Augustin
Referens:INSEE